# 蓝玉崧
蓝玉崧（1925年—1996年），男，北京人，中国音乐理论家、民族乐器演奏家、书法家，曾任中国音乐家协会理事。